# リー・ブルックス
リー・ブルックス（Lee Brookes、1968年2月22日 ｰ ）は、イギリスのレーシングドライバー。イギリスツーリングカー選手権（BTCC）の1996年のインディペンデント（プライベーター）のタイトルを獲得した。 現在はトータルコントロールレーシングチームを運営している。

## 経歴

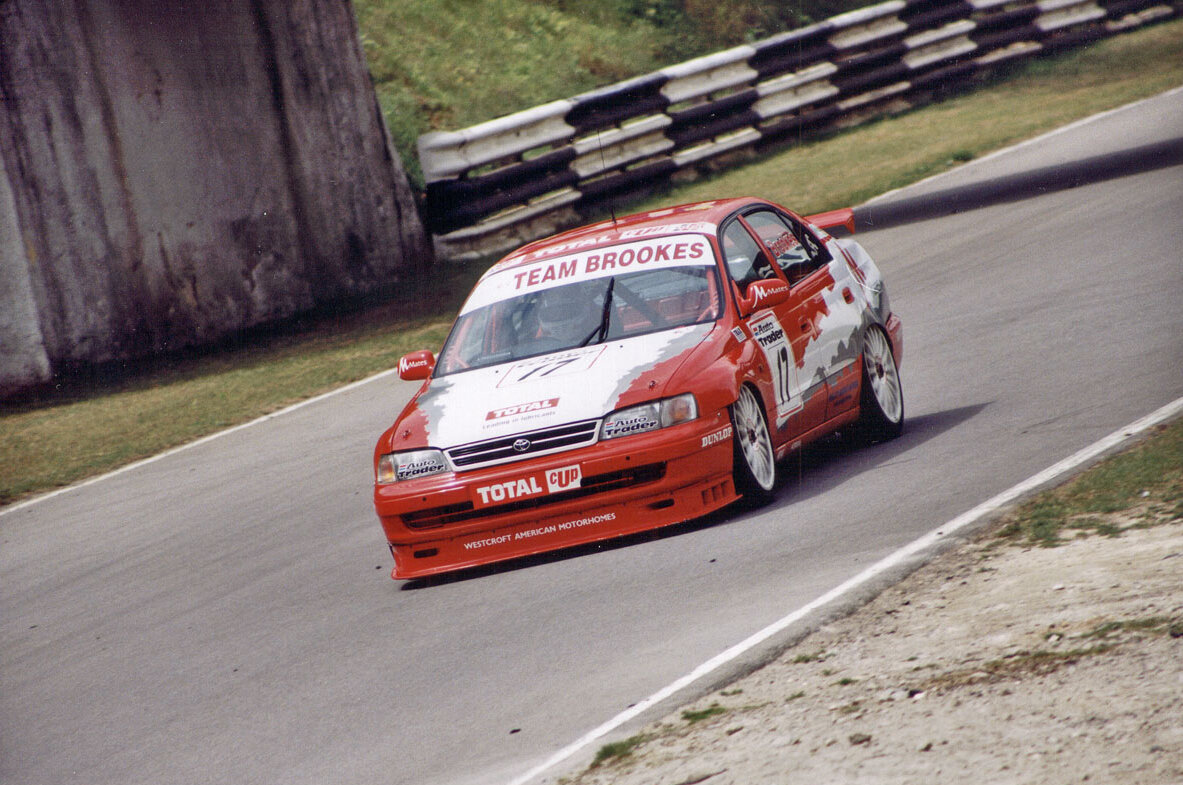
1996年のイギリスツーリングカー選手権でトヨタ・カリーナを運転するブルックス

ブルックスはウォルソールで生まれ、カートでレースを始めた。1990年、英国のシニアチャンピオンを獲得。1993年、ルノーエルフオイルズクリオチャレンジに出場し、最初のシーズンでポイントで4位に入賞。 1994年は3位に終わったものの、彼は1995年にチャンピオンになる。 

### イギリスツーリングカー選手権
トヨタワークスはイギリスツーリングカー選手権においてながらく活躍し、1991年からはトヨタ・カリーナE（日本名：トヨタ・コロナ）で参戦していたが、1995年限りで撤退した。 
翌1996年は、英国トムスがメンテナンスを担当するかたちで、インディペンデント（プライベーター）でリーの父であるジョンが運営するTOM'Sチームのブルックス・モータースポーツに供給し、インディペンデントとしてトヨタ・カリーナで伝統のブリティッシュツーリングカー選手権に参戦することになり、ブルックスがステアリングを握った。 
ブルックスはインディペンデントのドライバーとして走っており、トヨタからの支援は限られていたが、総合順位としては19位となったものの、26戦中25戦で完走を果たし、インディペンデント部門のチャンピオンとなってプライベーターカップを獲得。 翌年も引き続きブルックス・モータースポーツから参戦したが、この年はプジョー・406をドライブした。この年も活躍したが、ベストプライベーターは、1990年のチャンピオンでこの年はインディペンデントにエントリーしたロブ・グラヴェットが獲得。プジョーは以前の車にはなかった信頼性の問題を抱えていたが、ブルックスはインディペンデンツカップでは2位で、グラベットにわずかに及ばずの成績であった。  
1998年はマシンをホンダ・アコードに変更。グラヴェットをチームに招きこの年もインディペンデントとして参戦し、ブルックスもオウルトン・パークのレースにスポット参戦。この年はこの2ラウンドのみ参戦したが､ブルックスのマシンはトラブルにより出走できず、タイトルもルノー・ラグナのトミー・ラスタットの手に落ちた。 
ブルックスはグラヴェットと共に、この年にバサースト1000にも参加した。 
ブルックスは1999年にホンダ・アコードでフルシーズンで参戦し、インディペンデントカップで4位に入賞。メインドライバーとしてドライブしたが、この年のシーズン途中でブルックス・モータースポーツはBTCCから撤退した。この頃のBTCCは、マシンの開発費用の高騰やレース数の多さによるチームの費用負担の高額などが問題視されており、ワークスチームでもアウディとプジョーが1998年限りで撤退。アルファロメオも参戦を取り止めており、ブルックスが撤退した1999年もボルボとルノー、それにこの年のチャンピオンチームの日産もこの年限りで撤退するなど、ワークス、インディペンデント共に撤退が相次いだ。翌年のワークスチームは、ボクスホール、ホンダ、フォードのみとなり、大幅な規定変更が2001年に行われることになった。 
一方でBrookes MotorsportはTCRとして改革したが、これはTOCAサポートパッケージで実行され、ある程度の成功を収めた。

## レース記録

### イギリスツーリングカー選手権(BTCC)
（ キー （ - 1ポイント以降1998を与えられた少なくとも一つのラップ用のドライバリードフィーチャーレースがあること*が意味） - ）（ 太字のレースはポールポジションを示す1点は、すべてのレースを受賞）（ イタリック体のレースの最速ラップタイムを示しています） 
| 年   | チーム                       | 使用車両          | 1        | 2        | 3        | 4        | 5        | 6        | 7        | 8        | 9       | 10      | 11      | 12       | 13      | 14      | 15      | 16      | 17      | 18       | 19      | 20      | 21     | 22      | 23       | 24       | 25      | 26      | 順位 | ポイント |
| ---- | ---------------------------- | ----------------- | -------- | -------- | -------- | -------- | -------- | -------- | -------- | -------- | ------- | ------- | ------- | -------- | ------- | ------- | ------- | ------- | ------- | -------- | ------- | ------- | ------ | ------- | -------- | -------- | ------- | ------- | ---- | -------- |
| 1996 | トムス ・チーム・ブルックス  | トヨタ・カリーナE | DON1 13  | DON2 15  | BRH1 15  | BRH2 Ret | THR1 10  | THR2 12  | SIL1 18  | SIL2 11  | OUL1 14 | OUL2 14 | SNE1 12 | SNE2 13  | BRH1 13 | BRH2 18 | SIL1 14 | SIL2 16 | KNO1 13 | KNO2 14  | OUL1 12 | OUL2 15 | THR1 9 | THR2 16 | DON1 15  | DON2 15  | BRH1 14 | BRH2 14 | 19位 | 3        |
| 1997 | ブルックス・モータースポーツ | プジョー・406     | DON1 Ret | DON2 Ret | SIL1 14  | SIL2 11  | THR1 Ret | THR2 DNS | BRH1 13  | BRH2 15  | OUL1 16 | OUL2 9  | DON1 14 | DON2 12  | CRO1 NC | CRO2 13 | KNO1 17 | KNO2 15 | SNE1 13 | SNE2 Ret | THR1 10 | THR2 14 | BRH1 9 | BRH2 13 | SIL1 15  | SIL2 16  |         |         | 17位 | 5        |
| 1998 | ブルックス・モータースポーツ | ホンダ・アコード  | THR1     | THR2     | SIL1     | SIL2     | DON1     | DON2     | BRH1     | BRH2     | OUL1    | OUL2    | DON1    | DON2     | CRO1    | CRO2    | SNE1    | SNE2    | THR1    | THR2     | KNO1    | KNO2    | BRH1   | BRH2    | OUL1 DNS | OUL2 DNS | SIL1    | SIL2    | -    | 0        |
| 1999 | ブルックス・モータースポーツ | ホンダ・アコード  | DON1 12  | DON2 9   | SIL1 Ret | SIL2 10  | THR1 10  | THR2 10  | BRH1 DNS | BRH2 DNS | OUL1    | OUL2    | DON1 13 | DON2 Ret | CRO1 13 | CRO2 12 | SNE1 11 | SNE2 16 | THR1 14 | THR2 Ret | KNO1    | KNO2    | BRH1   | BRH2    | OUL1     | OUL2     | SIL1    | SIL2    | 17位 | 5        |